# Municipio de Tully (condado de Marion)
El municipio de Tully (en inglés: Tully Township) es un municipio ubicado en el condado de Marion en el estado estadounidense de Ohio. En el año 2010 tenía una población de 854 habitantes y una densidad poblacional de 15,69 personas por km².

## Geografía
El municipio de Tully se encuentra ubicado en las coordenadas 40°40′31″N 82°54′30″O / 40.67528, -82.90833. Según la Oficina del Censo de los Estados Unidos, el municipio tiene una superficie total de 54.44 km², de la cual 54,44 km² corresponden a tierra firme y (0 %) 0 km² es agua.

## Demografía
Según el censo de 2010, había 854 personas residiendo en el municipio de Tully. La densidad de población era de 15,69 hab./km². De los 854 habitantes, el municipio de Tully estaba compuesto por el 98,71 % blancos, el 0,59 % eran afroamericanos, el 0,12 % eran amerindios, el 0,12 % eran asiáticos, el 0,12 % eran isleños del Pacífico y el 0,35 % eran de una mezcla de razas. Del total de la población el 0,47 % eran hispanos o latinos de cualquier raza.